# Liste der Biografien/Gary
Liste der Biografien |
Portal Biografien |
Personensuche
# |
A |
B |
C |
D |
E |
F |
G |
H |
I |
J |
K |
L |
M |
N |
O |
P |
Q |
R |
S |
T |
U |
V |
W |
X |
Y |
Z |
?
 
Ga |
Gb |
Gc |
Gd |
Ge |
Gf |
Gh |
Gi |
Gj |
Gk |
Gl |
Gm |
Gn |
Go |
Gp |
Gq |
Gr |
Gs |
Gu |
Gv |
Gw |
Gy |
Gz
 
Gaa |
Gab |
Gac |
Gad |
Gae |
Gaf |
Gag |
Gah |
Gai |
Gaj |
Gak |
Gal |
Gam |
Gan |
Gao |
Gap |
Gaq |
Gar |
Gas |
Gat |
Gau |
Gav |
Gaw |
Gax |
Gay |
Gaz
 
Gara |
Garb |
Garc |
Gard |
Gare |
Garf |
Garg |
Garh |
Gari |
Gark |
Garl |
Garm |
Garn |
Garo |
Garp |
Garr |
Gars |
Gart |
Garu |
Garv |
Garw |
Gary |
Garz
Die Liste der Biografien führt alle Personen auf, die in der deutschsprachigen Wikipedia einen Artikel haben. Dieses ist eine Teilliste mit 22 Einträgen von Personen, deren Namen mit den Buchstaben „Gary“ beginnt.

## Gary
- Gary (* 1978), südkoreanischer Rapper
- Gary D. (1963–2016), deutscher DJ und Produzent
- Gary Go (* 1985), britischer Pop-Sänger, Songwriter und Produzent
- Gary, Brandon (* 1983), US-amerikanischer Basketballspieler
- Gary, Bruce (1951–2006), US-amerikanischer Schlagzeuger (The Knack)
- Gary, Carlton Michael (1952–2018), US-amerikanischer Serienmörder
- Gary, Chantal (* 1988), luxemburgische Politikerin, Handballspielerin und Geographin
- Gary, Eugene (1854–1926), US-amerikanischer Jurist und Politiker
- Gary, Frank B. (1860–1922), US-amerikanischer Politiker
- Gary, Franz (1932–2003), österreichischer Schauspieler
- Gary, J. Vaughan (1892–1973), US-amerikanischer Politiker (Demokratische Partei)
- Gary, James Albert (1833–1920), US-amerikanischer Politiker
- Gary, Jim (1939–2006), US-amerikanischer Bildhauer
- Gary, Lorraine (* 1937), US-amerikanische Schauspielerin
- Gary, Martin Witherspoon (1831–1881), US-amerikanischer Politiker und Brigadegeneral der Konföderierten Staaten von Amerika im Sezessionskrieg
- Gary, Max (1859–1923), deutscher Baustoffkundler
- Gary, Rashan (* 1997), US-amerikanischer American-Football-SpielerRashan Gary (* 1997)

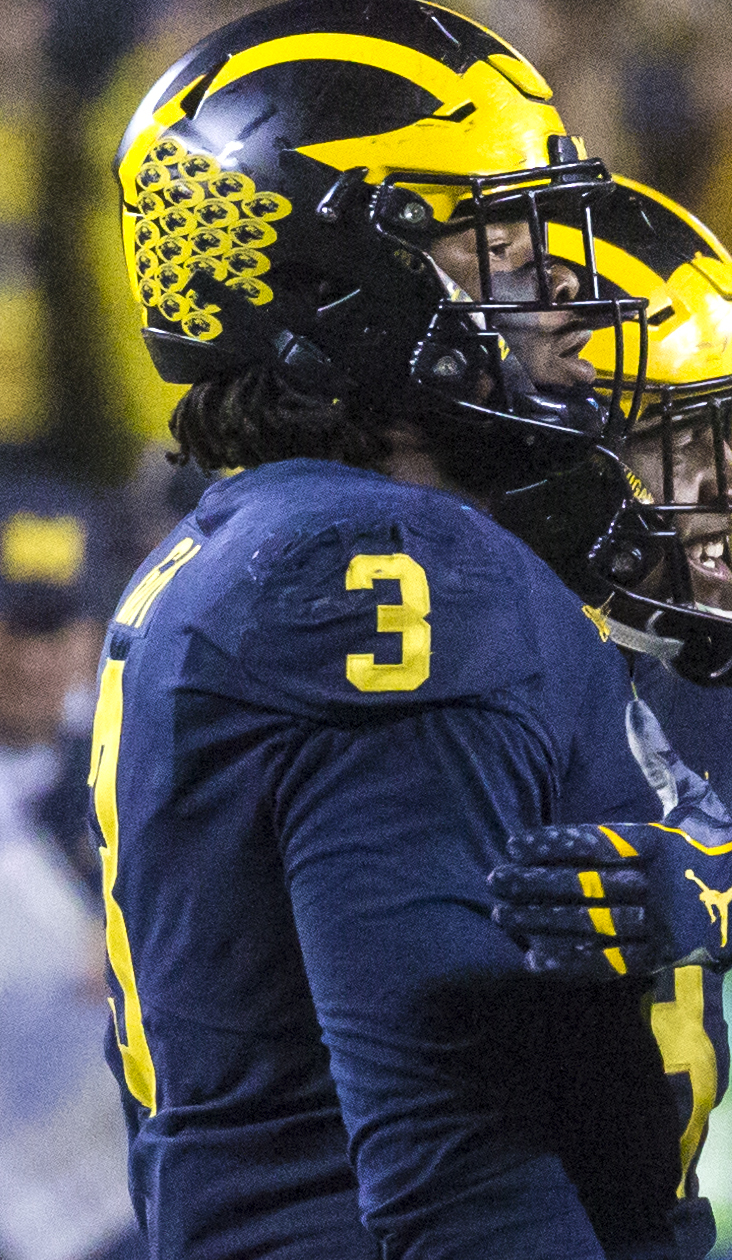
Rashan Gary (* 1997)

- Gary, Raymond D. (1908–1993), US-amerikanischer Politiker
- Gary, Romain (1914–1980), russisch-französischer Schriftsteller
- Gary, Sam (1917–1986), US-amerikanischer Blues-, Spiritual- und Folk-Sänger
- Gary, Tuncay (* 1971), deutscher Schauspieler und Dichter
- Gary, Willie E. (* 1947), US-amerikanischer Rechtsanwalt